# Passage Vérité
Pour les articles homonymes, voir Vérité.
Le passage Vérité est un passage couvert du 1er arrondissement de Paris.

## Situation et accès
Le passage relie la place de Valois (à l'ouest) à la rue des Bons-Enfants et à la rue Montesquieu (à l'est).

## Origine du nom
Selon l'historien de Paris Jacques Hillairet, le nom de ce passage pourrait être dû à un marchand de gazettes qui y était installé.

## Historique
Cette arcade est dessinée par Jean-Sylvain Cartaud en 1750, en même temps que l'édifice qu'elle traverse. La construction de celui-ci est décidée par Louis-Philippe d'Orléans pour délimiter une cour (l'actuelle place de Valois) entre la rue des Bons-Enfants et le Palais-Royal, et pour servir de logement aux officiers de la maison d'Orléans.
Ce passage devient public par un arrêté du pouvoir exécutif du 9 mars 1799 (19 ventôse de l'an VII).

Autres vues du passage
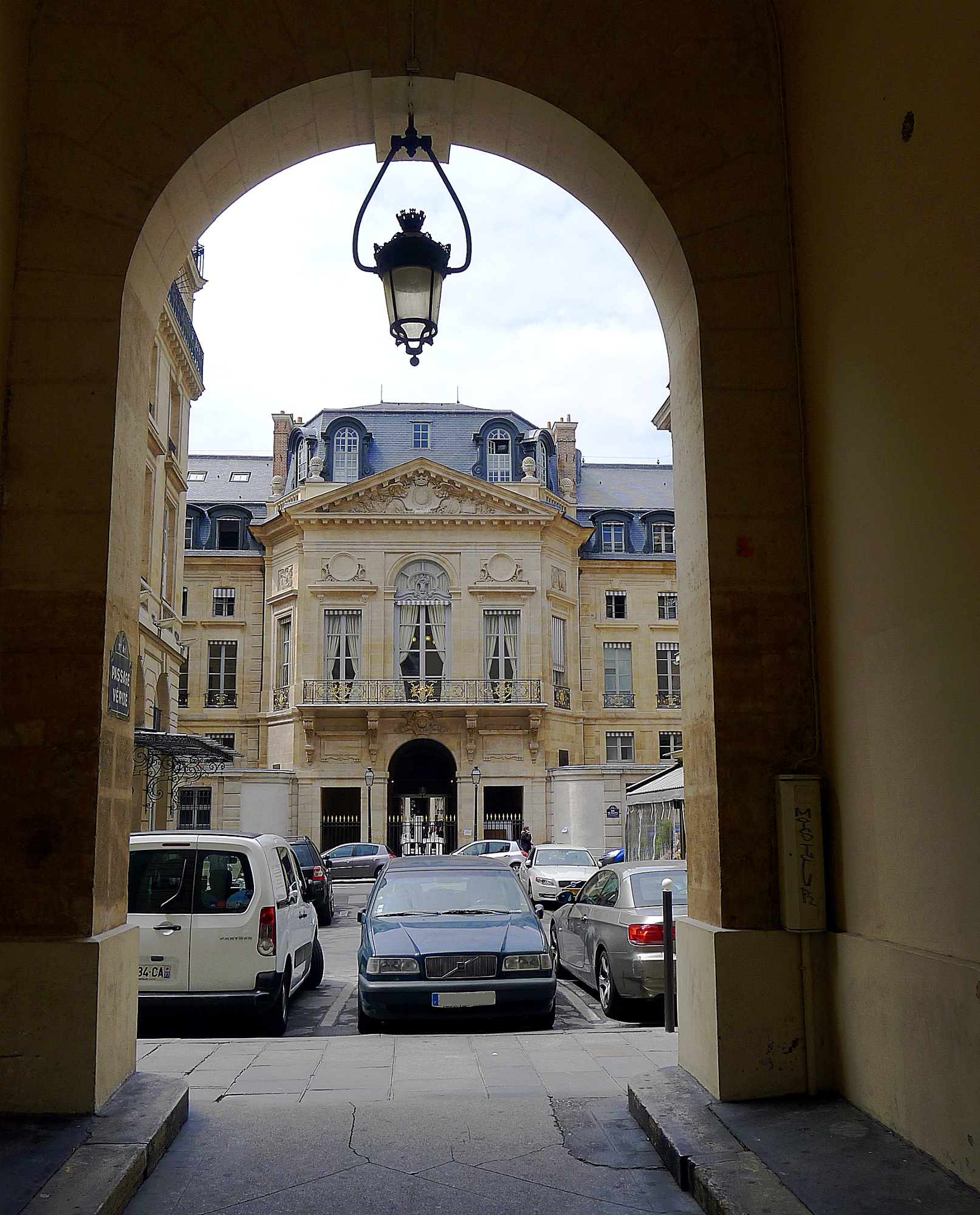
En direction de la place et rue de Valois.
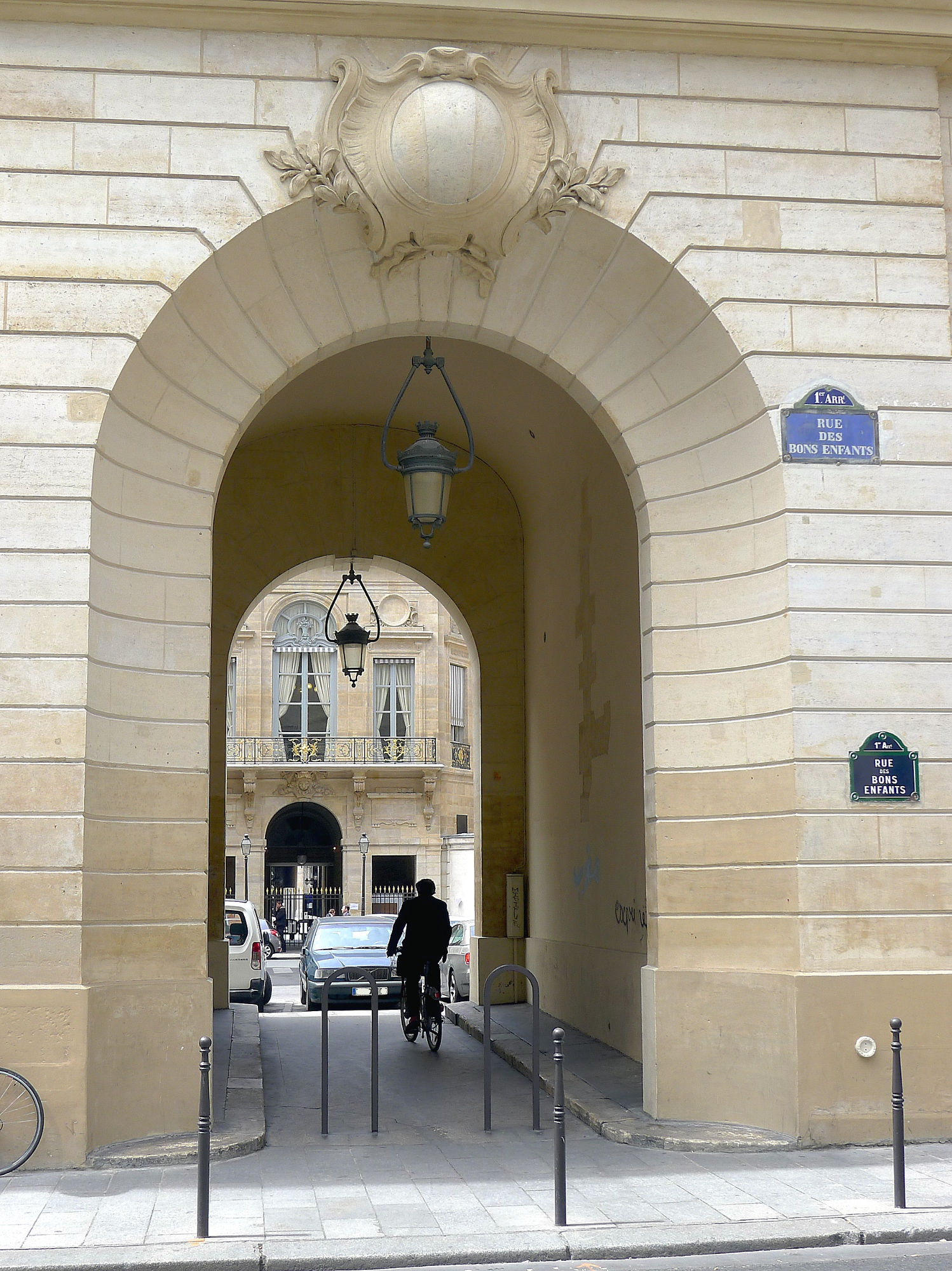
Depuis la rue des Bons-Enfants.

## Postérité
Le passage Vérité est représenté en 1897 par Paul Schaan dans une huile sur toile conservée au musée Carnavalet, et chacune de ses entrées est photographiée par Eugène Atget en mai 1906.

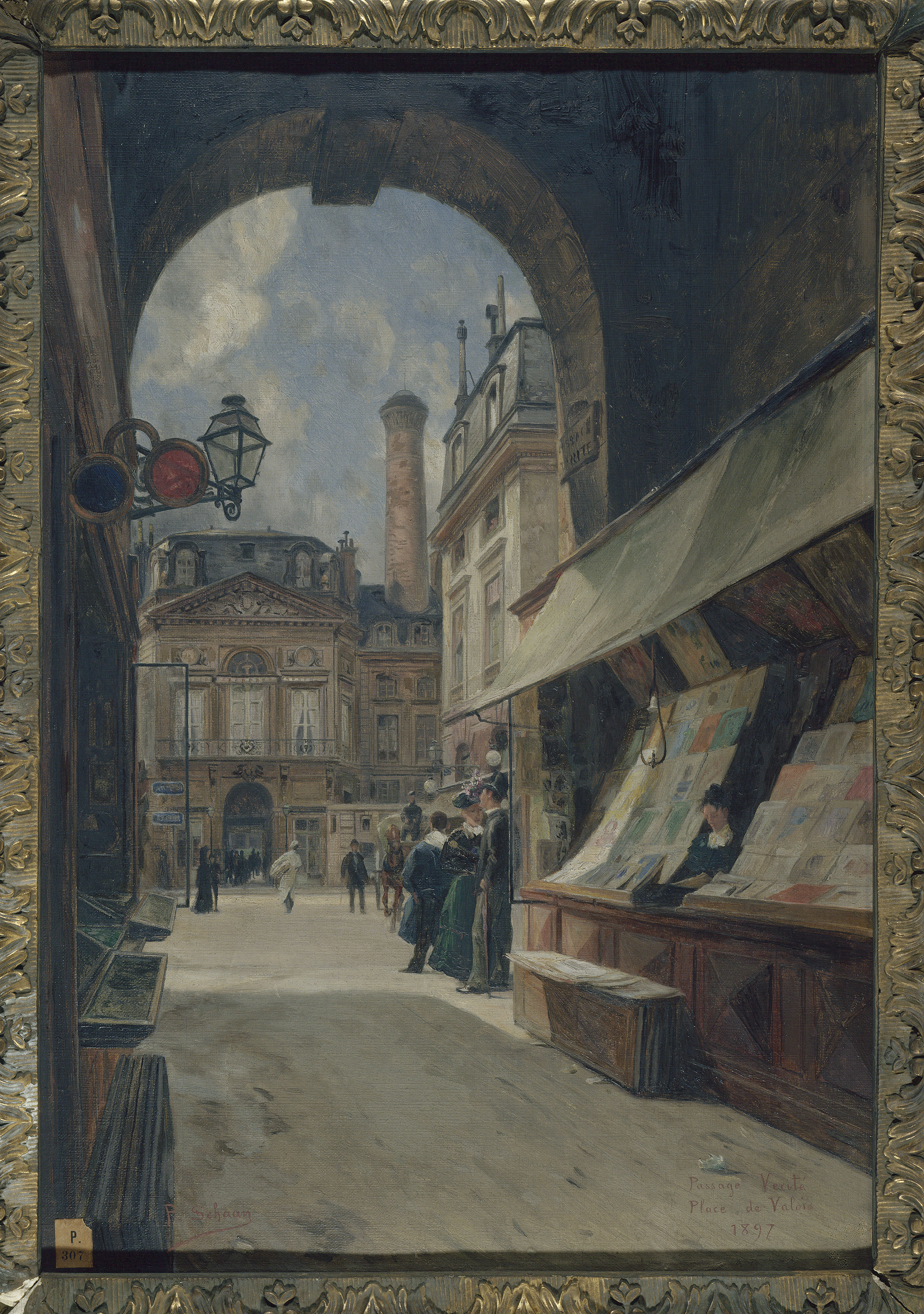
Paul Schaan, Le passage Vérité et la place de Valois, 1897.

En 1860, dans Les Dessous de Paris, Alfred Delvau remarque qu'il porte mal son nom de passage : « Cela peut ressembler à l'antre de Cacus ou de Trophonius, mais cela ne pourra jamais ressembler à un passage, — même avec de la bonne volonté et des becs de gaz » ; il le dépeint comme « un petit passage noir et tortueux, orné d'un écrivain public et d'une fruitière », un « passage obscur, étroit, malpropre ».
En 1922, dans son roman L'Escalier d'or, Edmond Jaloux le décrit en ces termes : « Le passage Vérité ouvrait son porche béant et vaste où pendait une pâle lanterne. »

## Pour approfondir